# Jean-François Bouchel Merenveüe
Pour les articles homonymes, voir Bouchel.
Jean-François Bouchel Merenveüe, né le 4 octobre 1734 à Calais (Pas-de-Calais), mort le 12 octobre 1793 à Arras (Pas-de-Calais), est un général de division de la Révolution française.

## États de service
Il entre en service comme sous-lieutenant d'artillerie le 1er mai 1756, il devient lieutenant en troisième le 17 mars 1760, et lieutenant en premier le 1er janvier 1763. Le 14 juillet 1766, il est nommé capitaine par commission. Il est fait chevalier de l'ordre royal et militaire de Saint-Louis le 4 mai 1783.
Le 3 octobre 1784, il reçoit son brevet de chef de brigade d’artillerie au régiment d’artillerie de Toul, et il est présent à l’assemblée de la noblesse convoquée à Calais en 1789. Il est élevé au grade de lieutenant-colonel le 1er janvier 1791, et il est nommé colonel le 28 août 1792, commandant en chef l’école d’artillerie de Châlons-sur-Marne.
Il est promu général de brigade le 8 mars 1793, employé à Calais, et il est fait général de division à l’armée du nord le 26 août 1793. En septembre suivant, il commande en chef l’artillerie de l’armée du Nord en remplacement du général d’Hangest. 
Le 10 octobre 1793, il est décrété d’arrestation à Guise, et il se suicide dans la prison d’Arras le 12 octobre 1793.

## Sources
- (en) « Generals Who Served in the French Army during the Period 1789 - 1814: Eberle to Exelmans »
- Correspondance général de Carnot par Étienne Charavay, tome 3, édition 1887, imprimerie Nationale, page 277